# Hostel de Verdelin
Hostel de Verdelin, znany też jako Palazzo Verdelin lub Casa delle Colombe – pałac w Valletcie na Malcie. Zbudowany w połowie XVII wieku dla rycerza Jean-Jacques de Verdelin, jest przykładem wczesnej architektury barokowej na Malcie. Aktualnie w pałacu znajduje się posterunek policji oraz restauracja.

## Historia
Hostel de Verdelin zbudowany został w latach 1650. (niektóre źródła podają lata 1660., np. 1662 lub 1666, lecz w roku 1662 posiadłość była już przekazana w ręce Paula de Verdelin przez pierwotnego właściciela) dla Jean-Jacques'a de Verdelin, francuskiego rycerza Zakonu św. Jana, który był bratankiem Hugues Loubenx de Verdalle'a, i zajmował kilka ważnych stanowisk, włączając w to Commander of the Artillery, Auditor of Accounts oraz Grand Commander. Projekt pałacu przypisywany jest włoskiemu architektowi Francesco Buonamiciemu, który zapoczątkował architekturę barokową na Malcie.
Po śmierci Verdelina w roku 1678 pałac przeszedł w ręce jego brata Jean-François de Verdelina, również rycerza Joannitów. Koleją rzeczy stał się posiadłością Zakonu, i był używany jako hostel. Podczas okupacji Malty przez Francuzów przejęty został w roku 1798 przez rząd i w tym czasie zniszczone zostały dwie tarcze herbowe, znajdujące się na fasadzie budynku.

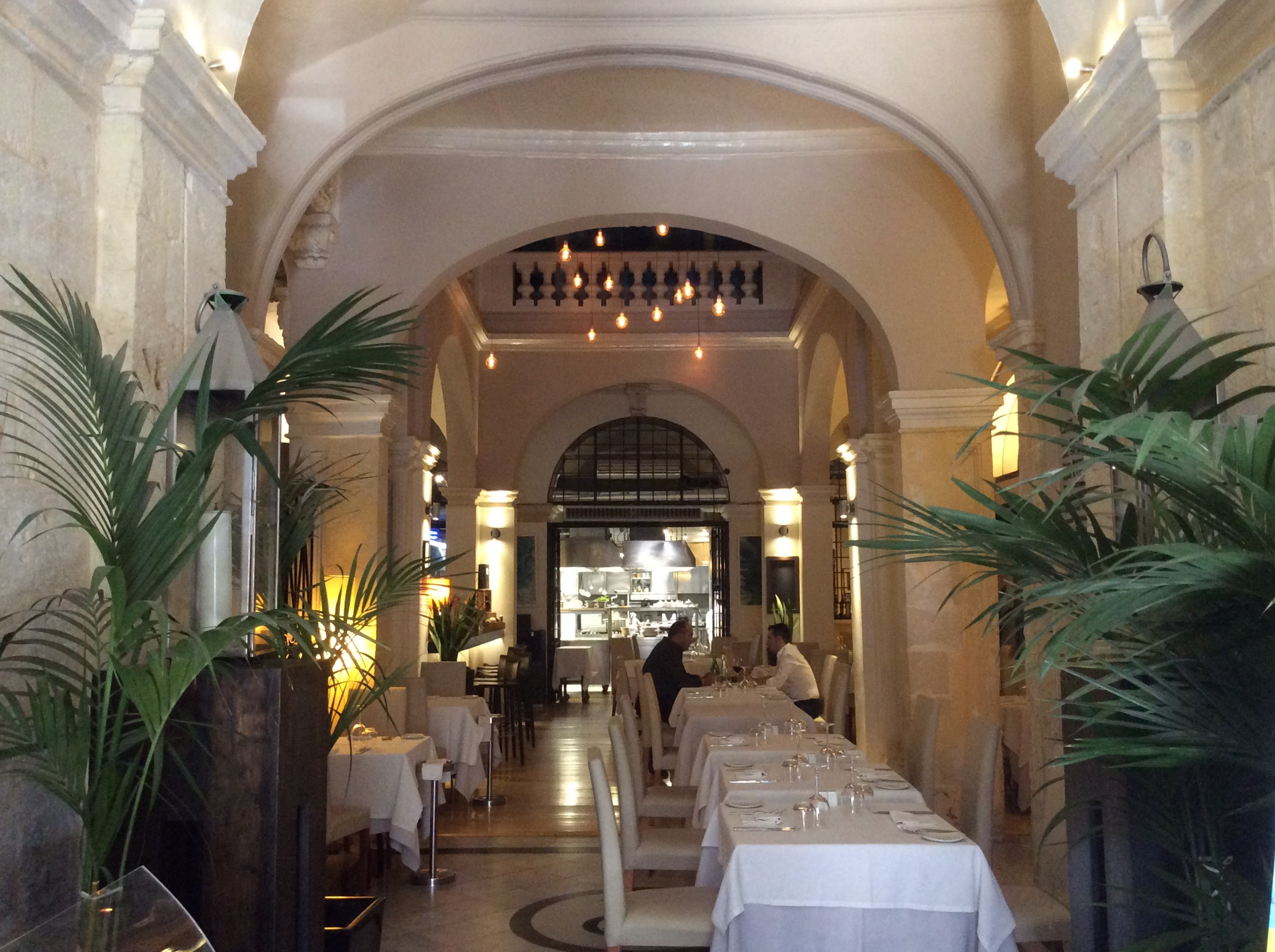
Poprzednio Civil Service Sports Club, dziś restauracja.

Następnie budynek mieścił Civil Service Sports Club. 
Pałac aktualnie ma 12 prywatnych współwłaścicieli, w tym Marco Gaffarena, spadkobierców Antonio Zammita, oraz firmę B. Tagliaferro and Sons Ltd. Jest leasingowany rządowi, i mieści komendę policji Valletty, chociaż od października roku 2014 właściciele domagali się, aby najemcy opuścili budynek. W części budynku mieści się restauracja "Michael's".
W czasie Skandalu Gaffareny w roku 2015, dziennikarka Caroline Muscat ujawniła, że rząd dał Gaffarenie 1,65 miliona euro w nieruchomościach i gotówce za jego część własności innego pałacu w Valletcie; opozycja oskarżała rząd, że chciał również wywłaszczyć Hotel de Verdelin. Zarzuty te zostały odrzucone przez ministra spraw wewnętrznych Carmelo Abelę, chociaż później zostało ujawnione, że Land Department wysłał pomiędzy lutym a kwietniem 2015 roku architektów, aby opracowali raport z wyceny pałacu.
We wrześniu 2017 roku rozpoczęto odnawianie budynku. Naprawiono zniszczone bloki kamienne, wymieniając też niektóre w najwyższej kondygnacji. Na pierwszym piętrze wymienione zostały okna i niektóre elementy balkonu. Cała fasada została oczyszczona. Prace zakończono w grudniu tego samego roku. 
Fasada budynku wpisana została na Antiquities List of 1925. Pałac jest uznany przez Malta Environment and Planning Authority jako pomnik narodowy stopnia 1.

## Architektura

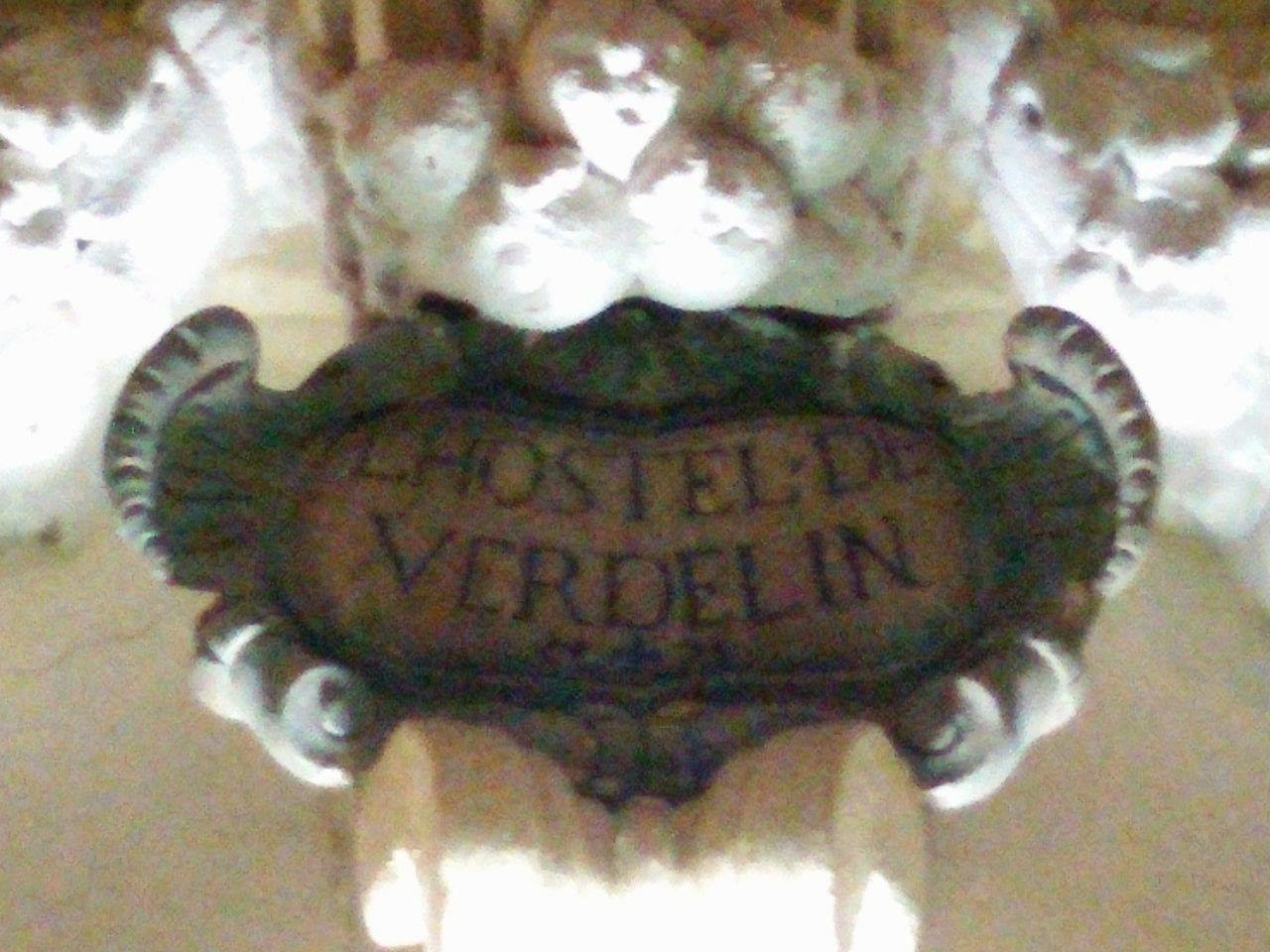
Inskrypcja z nazwą L'Hostel de Verdelin

Hostel de Verdelin jest przykładem wczesnej architektury barokowej na Malcie. Jego ozdobna fasada posiada wyraźne wpływy baroku hiszpańskiego, co jest niezwykłe na Malcie, gdzie bardziej popularnymi są barok włoski i francuski. Mówi się, że jest jedną z najładniejszych w Valletcie i opisana jest jako imponujący przykład artystycznej tkaniny na miejskim obrazie Malty. Ozdobne okna są sercem fasady. W XIX wieku, podczas rządów brytyjskich, zamknięte drewniane balkony zastąpiły wcześniejszy wystrój, który tworzyły balkony kamienne. Wewnątrz budynku znajduje się portret de Verdelina. Pałac jest największym z trzech sąsiadujących ze sobą budynków, które należały do de Verdelina.

## Do poczytania
- Houses Of The French Knights In Valletta. s. 154-155. (ang. )
- Podczas okresu brytyjskiego w pałacu mieścił się Vicary's Hotel. s. 116. (ang. )
- Drzewo genealogiczne rodziny de Verdelin: Franc̜ois Alexandre Aubert de La Chesnaye-Desbois, Badier (1774), Dictionnaire de la noblesse, contenant les généalogies, l'histoire & la chronologie des familles nobles de France, l'explication de leur armes, & l'état des grandes terres du royaume ...: On a joint à ce dictionnaire le tableau généalogique, historique, des maisons souveraines de l'Europe, & une notice des familles étrangères, les plus anciennes, les plus nobles & les plus illustres .... Le veuvne Duchesne. s. 751-754. (fr. )